# Acalypha grandispicata
Acalypha grandispicata är en törelväxtart som beskrevs av Henry Hurd Rusby. Acalypha grandispicata ingår i släktet akalyfor, och familjen törelväxter. Inga underarter finns listade i Catalogue of Life.